# Polski Cmentarz Wojskowy w Brześciu
Polski Cmentarz Wojskowy w Brześciu – nekropolia wojskowa powstała w 1920 na terenie dawnej wsi Adamkowo, przyłączonej w 1985 do Brześcia, na północ od obecnej ul. Kombinatowskoj; obecnie nieczynny.
Jeden z największych cmentarzy wojskowych z 1920 na terenie obecnej Białorusi. Spoczywają tu żołnierze Ochotniczej Sprzymierzonej Armii walczący w szeregach formacji białoruskich dowodzonych przez gen. Stanisława Bułak-Bałachowicza u boku wojsk polskich podczas wojny polsko-bolszewickiej.